# Dylan Clayton
Dylan Clayton (né le 6 juillet 1974) est un coureur cycliste britannique, spécialiste du BMX.
Il a remporté la médaille de bronze aux championnats du monde de 1998 à Melbourne, derrière le Français Thomas Allier et l'Américain Andy Contes. 

## Palmarès

### Championnats du monde
- Salvador 1992
  -  Médaillé d'argent du BMX dans la catégorie 18 ans et plus[1]
- Schijndel 1993
  -  Champion du monde de BMX dans la catégorie 18 ans et plus[1]
- Brighton 1996
  - 8e du BMX
- Melbourne 1998
  -  Médaillé de bronze du BMX

### Championnats d'Europe
- 1992
  -  Champion d'Europe de BMX dans la catégorie 17 ans[1]
- 1994
  -  Médaillé de bronze du BMX Superclass 20 pouces[2]
  -  Médaillé de bronze du BMX Superclass 24 pouces[2]
- 1996
  -  Médaillé d'argent du BMX
- 1998
  -  Médaillé d'argent du BMX